# Glock 19
Glock 19 är en halvautomatisk pistol utvecklad och producerad av Glock GmbH. Glock 19 är en kompakt version av Glock 17, då både pipan och greppet är ca 12 mm kortare. Standardmagasinet har en kapacitet på 15 patroner av kaliber 9 × 19 mm Parabellum. Produktionen av vapnet startade 1988 och 1990 antogs den av svenska Försvarsmakten som Pistol 88B (Pistol 88 är Försvarsmaktens beteckning på Glock-serien) som vapen åt Flygvapnets piloter. Personal tjänstgörande inom Tullkriminalen i Tullverket använder Glock 19.[källa behövs]

## Generationer
De flesta Glock-varianter som fortsätts att produceras genomgår då och då gemensamma uppdateringar och förändringar, som appliceras på alla nya vapen. Dessa uppdateringar refereras till som generationer eller (Gen2, Gen3...) kortfattat.
- Generation 2 (1988) adderade näthuggning på fram och baksidan av pistolgreppet.
- Generation 3 (1998) har fingergrepp på framsidan av pistolgreppet samt ett Universal Rail framför varbygeln, vilket tillåter montage av vapenlampa etc (se bild till höger). Denna generation kan även fås med dubbelsidig magasinsspärr och kallas då G19 MB.
- Generation 4 (2010) gjorde det möjligt att byta ut delar av greppet för ökad ergonomi, samt en ny rekylfjäder som bättre motverkade rekylens kraft.
- Generation 5 (2017) tog bort fingergreppen från greppet, räfflade även sidorna på framsidan av pipan, nytt räfflingsmönster i loppet. En ny variant kallad "MOS" gör det möjligt att fästa ett rödpunktssikte.

Notera att eftersom Glock 19 lanserades samma år som Glock 17 Gen2, anses de tillhöra samma generation och har således ingen "Gen1".